# Karl Ringel
Karl Ringel (Fürth, 30 settembre 1932 – Neunkirchen, 4 maggio 2024) è stato un calciatore tedesco, di ruolo attaccante.

## Palmarès

### Club

#### Competizioni nazionali
- Fußball-Regionalliga: 1

Borussia Neunkirchen: 1963-1964